# Ломовис
Ломовис — железнодорожная станция (населённый пункт) в Рассказовском районе Тамбовской области России. Входит в состав Никольского сельсовета.

## География
Станция находится в центральной части Тамбовской области, в лесостепной зоне, в пределах Тамбовской равнины, при железнодорожной линии Мичуринск — Саратов, на расстоянии примерно 12 километров (по прямой) к северо-востоку от города Рассказова, административного центра района. Абсолютная высота — 201 метр над уровнем моря.

### Климат
Климат характеризуется как умеренно континентальный, с относительно жарким летом и холодной продолжительной зимой. Среднегодовая температура воздуха — 5,4 °С. Средняя температура воздуха самого тёплого месяца (июля) — 19,9 °C (абсолютный максимум — 38,4 °С); самого холодного (января) — −10 °C (абсолютный минимум — −36,9 °С). Безморозный период длится 145—155 дней. Длительность вегетационного периода составляет 180—185 дней Среднегодовое количество атмосферных осадков составляет 525 мм, из которых 342 мм выпадает в период с апреля по октябрь. Снежный покров образуется в последней декаде ноября — начале декабря и держится в течение 125—130 дней.

### Часовой пояс
Железнодорожная станция Ломовис, как и вся Тамбовская область, находится в часовой зоне МСК (московское время). Смещение применяемого времени относительно UTC составляет +3:00.

## Население
| 2010 |
| ---- |
| 38   |

### Половой состав
По данным Всероссийской переписи населения 2010 года в гендерной структуре населения мужчины составляли 57,9 %, женщины — соответственно 42,1 %.

### Национальный состав
Согласно результатам переписи 2002 года, в национальной структуре населения русские составляли 100 % из 64 чел.